# Nipponaphera cyphoma
Nipponaphera cyphoma là một loài ốc biển, là động vật thân mềm chân bụng sống ở biển trong họ Cancellariidae.